# Línea 38 (EMT Málaga)
La línea 38 acerca el barrio de Granja Suárez a la Alameda Principal a través del eje del antiguo Camino de Antequera (Avenida Carlos de Haya, Martínez Maldonado y Mármoles). También, junto a otras líneas que sirven a este mismo eje, sirve al Hospital Regional de Málaga.

## Historia
Se tiene constancia de la línea a partir del año 1968, año en el que aún no aparece como línea urbana. Operada por la desaparecida empresa de transportes González Oliveros, dicho servicio de autobús apareció como una hijuela de la línea 8, que por entonces hacía el recorrido Puerta del Mar - Teatinos. Por ello, adoptó la numeración 8.1, y la denominación Puerta del Mar - Carlos Haya - Granja Suárez.
El recorrido era muy similar al que conocemos hoy en día, con la salvedad de que no pasaba por La Encarnación, barrio que aún no había sido construido. Dado que la Avenida Valle-Inclán tampoco estaba construida, el recorrido de ida y vuelta se efectuaba por la que hoy en día es calle Núñez Vela.
En el año 1992 se procede a la municipalización de las líneas de la empresa, entre las que se encontraba la 8.1. Mientras existieron, la flota de la línea fueron esencialmente microbuses (Pegaso 5317), pero también se vieron otros modelos, como el DAF SB220 (de la línea de los 90).
El 2 de julio de 2001 cambiaría definitivamente su denominación, pasando de 8.1 a 38. Durante la década de 2000 se proyectó llevar la cabecera de línea hasta San Alberto, lo cual no se llevó a cabo finalmente. Hasta nuestros días, es la línea que posee el material móvil más envejecido, siendo en ella donde se jubilaron los últimos Pegaso 6424, y en la actualidad, los primeros Renault CityBus.

## Características
Como las líneas 8, 21 y 23, vertebran el antiguo eje del Camino de Antequera; en concreto, esta línea lo hace hasta la altura del Hospital Regional de Málaga. Por ello, quedan comunicados los barrios de San Martín, La Encarnación y Granja Suárez con la Avenida Carlos de Haya. Aquí también pueden intercambiar con la línea del Consorcio de Transporte Metropolitano hacia Almogía, o tomar la línea 15 hacia la zona norte o hacia Carretera de Cádiz.

## Material Móvil
Los vehículos asignados a la línea son dos Renault CityBus, modelo PKD carrozado por Hispano. Durante el fin de semana y festivos es habitual que dicha dotación cambie, pasando a llevar midibuses MAN NM223F Castrosua Magnus, de 10 metros.

## Horarios

### Laborables
A 2 de febrero de 2015
| 7     | 8        | 9     | 10    | 11    | 12       | 13    | 14    | 15       | 16    | 17    | 18       | 19    | 20    | 21       |
| 20 40 | 05 25 50 | 10 40 | 10 30 | 00 30 | 00 30 55 | 20 45 | 10 35 | 00 25 50 | 15 40 | 05 35 | 00 25 50 | 20 45 | 10 35 | 00 20 40 |

| 7        | 8        | 9     | 10    | 11    | 12       | 13    | 14    | 15       | 16    | 17    | 18       | 19    | 20    | 21    |
| 00 20 40 | 05 25 50 | 15 35 | 05 35 | 00 30 | 00 30 55 | 20 45 | 10 35 | 00 25 50 | 15 40 | 05 30 | 00 25 55 | 20 45 | 10 35 | 00 20 |

### Sábados
A 7 de febrero de 2015
| 7  | 8  | 9        | 10    | 11    | 12       | 13    | 14    | 15 | 16    | 17 | 18    | 19 | 20    | 21 |
| 20 | 10 | 00 25 50 | 15 40 | 10 35 | 00 25 50 | 15 45 | 10 30 | 15 | 00 40 | 20 | 00 40 | 25 | 10 55 | 40 |

| 7     | 8  | 9        | 10    | 11    | 12       | 13    | 14       | 15 | 16 | 17    | 18 | 19    | 20 | 21 |
| 00 45 | 35 | 00 25 50 | 15 40 | 05 35 | 00 25 50 | 20 45 | 07 35 52 | 40 | 20 | 00 40 | 20 | 00 45 | 30 | 15 |

### Domingos y festivos
A 1 de febrero de 2015
| 8     | 9  | 10    | 11 | 12 | 13    | 14 | 15 | 16    | 17 | 18    | 19 | 20    | 21 |
| 17 55 | 35 | 15 55 | 35 | 15 | 00 45 | 30 | 15 | 00 40 | 20 | 00 40 | 25 | 10 55 | 40 |

| 8     | 9     | 10 | 11    | 12 | 13 | 14    | 15 | 16 | 17    | 18 | 19    | 20 | 21 |
| 00 35 | 15 55 | 35 | 15 55 | 40 | 25 | 10 50 | 40 | 20 | 00 40 | 20 | 00 45 | 30 | 15 |

## Recorrido
| Código | Parada                                 | Situación                     | Conexión EMT  | Conexión otras redes | Lugares de interés                                                 |
| ------ | -------------------------------------- | ----------------------------- | ------------- | -------------------- | ------------------------------------------------------------------ |
| 3701   | Alameda Principal - Sur                | Alameda Principal, 37         |               |                      |                                                                    |
| 823    | Hilera - Armengual de la Mota          | Hilera, 6A                    | 8 21 23       |                      | Centro Comercial                                                   |
| 621    | Armengual de la Mota                   | Armengual de la Mota, 16      | 6 7 8 21 23   |                      | Centro Comercial                                                   |
| 602    | Mármoles                               | Mármoles, 52                  | 6 7 8 21 23   |                      |                                                                    |
| 821    | Martínez Maldonado - Pelayo            | Martínez Maldonado, 12        | 8 21 23       |                      | Correos                                                            |
| 802    | Martínez Maldonado - Eugenio Gross     | Martínez Maldonado, 48        | 8 15 21 23 N2 |                      |                                                                    |
| 803    | Martínez Maldonado - Las Chapas        | Martínez Maldonado, 58        | 8 15 21 23 N2 |                      | Biblioteca Miguel de Cervantes Junta de Distrito Bailén-Miraflores |
| 804    | Martínez Maldonado - Arroyo del Cuarto | Martínez Maldonado, 70        | 8 15 21 23 N2 | Las Chapas M-250     |                                                                    |
| 805    | Avda. Carlos Haya - Parque del Norte   | Avda. Carlos de Haya, 28      | 8 15 21 23 N2 |                      | Parque del Norte                                                   |
| 806    | Avda. Carlos Haya - Los Remedios       | Avda. Carlos de Haya, 62      | 8 15 21 23 N2 |                      |                                                                    |
| 861    | Carril del Ciprés - Carlos Haya        | Doctor Gutiérrez Calzada, 2   |               |                      | Hospital Regional de Málaga                                        |
| 862    | Carril del Ciprés                      | Ciprés, 16                    |               |                      | Colegio Santísima Trinidad                                         |
| 863    | Carril del Ciprés - Bda. San Martín    | Ciprés, 28                    |               |                      |                                                                    |
| 864    | Padre Martín                           | Padre Martín, 2               |               |                      | Colegio San José Obrero                                            |
| 881    | Granja Suárez - Padre Martín           | Padre Martín (frente Núm. 29) |               |                      |                                                                    |

| Código | Parada                                 | Situación                         | Conexión EMT                | Conexión otras redes         | Lugares de interés                                                 |
| ------ | -------------------------------------- | --------------------------------- | --------------------------- | ---------------------------- | ------------------------------------------------------------------ |
| 881    | Granja Suárez - Padre Martín           | Padre Martín (frente Núm. 29)     |                             |                              |                                                                    |
| 882    | Padre Martín                           | C/ Ciprés (esq. C/ Victoria Kent) |                             |                              | Colegio San José Obrero                                            |
| 883    | Núñez Vela - Bda. San Martín           | Núñez Vela, 25                    |                             |                              |                                                                    |
| 884    | Núñez Vela - Oscar Wilde               | Núñez Vela, 19                    |                             |                              |                                                                    |
| 885    | Núñez Vela - Av. Carlos Haya           | Núñez Vela, 1                     |                             |                              |                                                                    |
| 843    | Avda. Carlos Haya - Hospital           | Avda. Carlos de Haya, 73          | 8 21 23                     | Carlos Haya M-250            | Hospital Regional de Málaga                                        |
| 844    | Avda. Carlos Haya - Los Remedios       | Avda. Carlos de Haya, 49          | 8 15 21 23                  |                              |                                                                    |
| 845    | Avda. Carlos Haya - Parque del Norte   | Avda. Carlos de Haya, 15          | 8 15 21 23                  |                              | Parque del Norte                                                   |
| 846    | Martínez Maldonado - Arroyo del Cuarto | Martínez Maldonado, 83            | 8 15 21 23                  | Las Chapas M-250             |                                                                    |
| 847    | Martínez Maldonado - Las Chapas        | Martínez Maldonado, 71            | 8 15 21 23                  |                              | Biblioteca Miguel de Cervantes Junta de Distrito Bailén-Miraflores |
| 848    | Martínez Maldonado - Eugenio Gross     | Martínez Maldonado, 61            | 8 21 23                     |                              |                                                                    |
| 559    | Alonso de Palencia                     | Alonso de Palencia, 7             | 6 7 8 21 23                 |                              |                                                                    |
| 560    | Hilera                                 | Hilera, 7                         | 6 7 8 21 23                 |                              | Pza. San Juan de la Cruz                                           |
| 662    | Avda. de Andalucía - Correos           | Avda. de Andalucía, 1             | 4 6 7 8 14 17 19 21 23 N2 A | Málaga-Centro-Alameda (50 m) | Estación de Cercanías Hacienda                                     |
| 3701   | Alameda Principal - Sur                | Alameda Principal, 37             | 21                          |                              |                                                                    |